# Bockstadt
Bockstadt este o comună din landul Turingia, Germania.